# Альмут Шульт
Альмут Шульт (нім. Almuth Schult, 9 лютого 1991, Данненберг) — німецька футболістка, Олімпійська чемпіонка. Воротар футбольної команди «Канзас-Сіті» та національної збірної Німеччини.

## Ігрова кар'єра
Вихованка клубів «Гартов» і «Гамбург».
Альмут розпочала свою кар'єру 2007 виступами за дорослу команду «Гамбург». З 2008 по 2011 гравчиня команди «Магдебургер». Загалом у складі клубу з Регіональної ліги за три сезони провела 44 матчі. 
Влітку 2011 перейшла до команди СК 07 «Бад-Ноєнар», що виступає в другій Бундеслізі.
У 2013 підписала дворічний контракт з володарем Ліги чемпіонів УЄФА клубом «Вольфсбург».

## Збірна
У складі юніорської збірної Німеччини бронзова призерка чемпіонат світу 2013, провела два матчі, як основний голкіпер.
З 2009 по 2010 залучалась до складу молодіжної збірної Німеччини, провела в складі молодіжної збірної 11 матчів. Чемпіонка світу 2010 року.
До складу національної збірної Німеччини залучалась ще 2011, дебютувала в 2012 в матчі проти збірної Туреччини. Чемпіонка Олімпійських ігор 2016.

## Титули і досягнення

### Клубні
- Володарка Ліги чемпіонів (1): 2013-2014
- Чемпіонка Німеччини (2): 2013-2014, 2016-2017
- Володарка Кубка Німеччини (3): 2014-2015, 2015-2016, 2016-2017

### Збірна
- Чемпіонка молодіжного чемпіонату світу (1): 2010
- Чемпіонка Європи (1): 2013
- Олімпійська чемпіонка (1): 2016.